# Украинские сечевые стрельцы
Легион украинских сечевых стрельцов (укр. Легіон українських січових стрільців), также известный как Украинские сечевые стрельцы (укр. Українські січові стрільці), сокр. Легион УСС — воинское добровольческое боевое формирование в составе армии Австро-Венгерской империи, созданное во время Первой мировой войны по национальному признаку из украинцев, проживавших на территории Австро-Венгрии и придерживавшихся украинофильских воззрений, впоследствии ставшее регулярным полком. Позднее Легион УСС вошёл в состав Галицкой армии Западно-Украинской народной республики. В конце 1917 года — начале 1918 года группа сечевых стрельцов, попавшая в российский плен, образовала в Киеве курень сечевых стрельцов во главе с Евгением Коновальцем. Это формирование, выросшее позднее в корпус, стало самой боеспособной частью украинских войск в 1918—1919 годах.

## История

### Формирование
Формирование Легиона УСС происходило в августе—сентябре 1914 года, а его ядро составили активисты Сокольского движения, «Пласта», гимназисты и студенты. 18 марта 1913 года эти организации вошли в стрелецкое товарищество к нему присоединились другие товарищества из провинции. Первым руководителем Украинских добровольцев стал львовский адвокат В. Старосольский, а его заместителем — Д. Катамай, позднее ставший старшиной Украинских добровольцев. 25 января 1914 года во Львове основано ещё одно товарищество под названием Украинские Добровольцы II. Его руководителем стал Р. Дашкевич, ставший затем старшиной Киевских добровольцев. Кроме этих двух центров стрелецкого движения, осенью 1913 года, образован третий — Добровольческий курень при товариществе Сокол. Все эти организации обучали украинскую молодежь военному делу.
Сразу после начала Первой мировой войны 2 августа 1914 года три украинские партии Галиции (национал-демократы, социал-демократы и радикалы) объединились в Главную украинскую раду (укр. Головна українська рада) во главе с К. Левицким. Позднее была создана Украинская боевая управа во главе с Трильовским, взявшая на себя функции организации добровольцев.
6 августа 1914 года Главная украинская рада и Украинская боевая управа выступили с манифестом, в котором провозгласили готовность народа к борьбе на стороне Центральных держав и призвали молодежь встать под знамёна «Украинского Добровольческого легиона». После провозглашения этого манифеста молодёжь Галиции и люди старшего возраста начали массово записываться в Украинские добровольцы. Сначала они собирались в уездных центрах, где работали уездные комитеты Боевой Управы. Из уездных центров добровольцев отправляли в города: Стрый, Тернополь, Станислав, Перемышль, Дрогобыч, а затем партиями во Львов, где начиналось формирование легиона «Украинский Добровольческий Легион». После эвакуации из Львова военных частей и государственных учреждений добровольцев отправили в Стрый для дальнейшего формирования легиона.
3 сентября 1914 года легион «Украинский добровольческий легион» принял присягу на верность Австро-Венгрии.
Формирование легиона производилось на основании императорского патента 1851 года, который касался добровольных военизированных обществ, вследствие чего легион не сразу приобрел военную организацию. С началом первой мировой войны подобные легионы были созданы ещё поляками и албанцами. Все они предназначались для ведения военных действий в тылу врага на национальных территориях. Первыми выступили поляки, но население Восточной Польши не подняло ожидаемого восстания и легионерам пришлось вернуться. После этого австрийский генштаб пересмотрел планы использования национальных добровольческих воинских формирований, и превратил их в обыкновенные воинские части. «Украинский добровольческий легион» подчинялся австрийскому министерству обороны и поэтому считался частью ландвера.

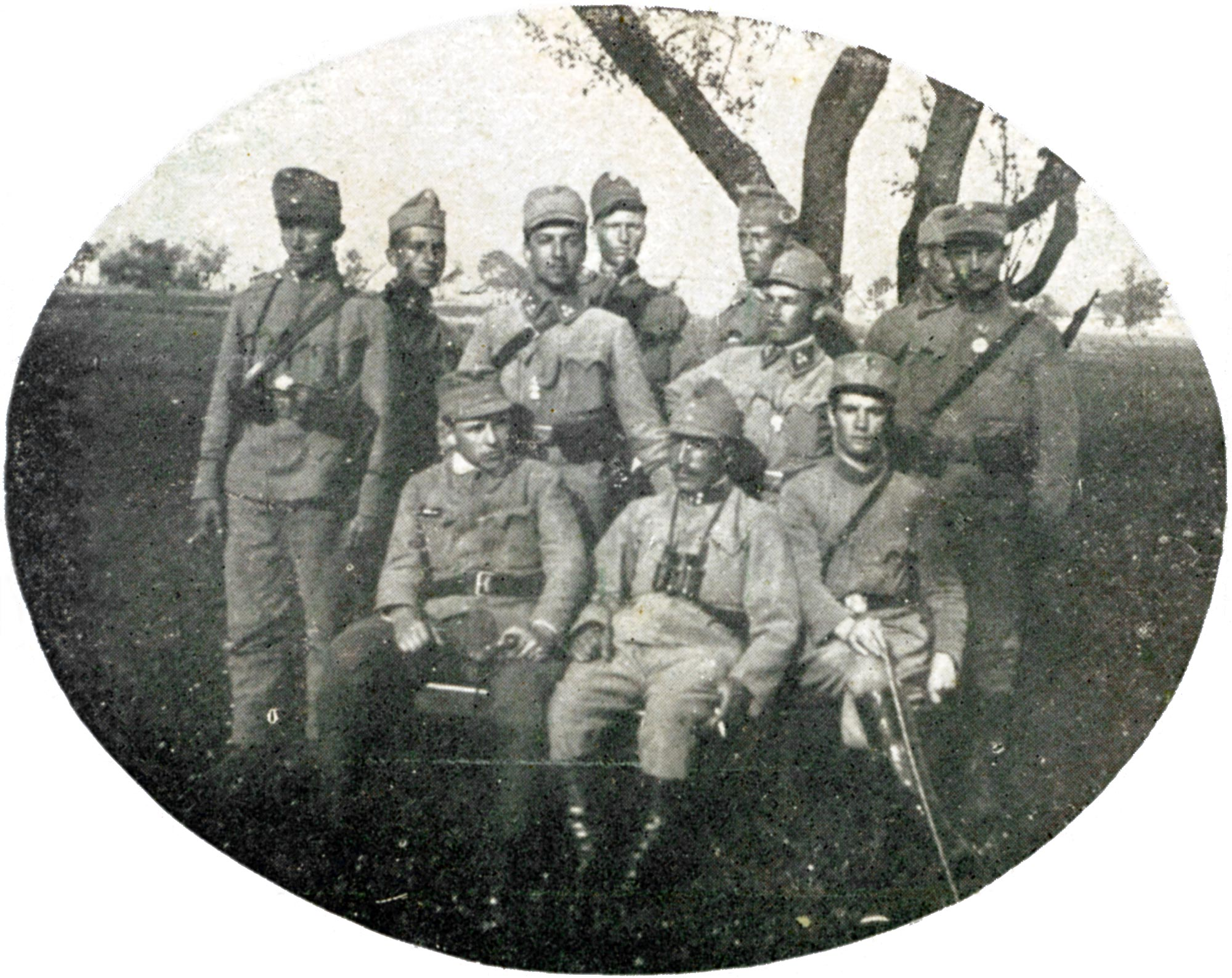
Сотник легиона Ю. Будзиновский со штабом своей сотни, ок. 1915

После подготовки в учебном центре в Закарпатье, были включены в состав 129-й и 130-й бригад и 55-й пехотной дивизии Австро-Венгерской армии, которая участвовала в боях с русскими войсками, причём первый бой они провели против кубанских казаков. Есть данные, что в составе сечевых стрельцов служили и девушки.

### Состав легиона Украинских сечевых стрельцов

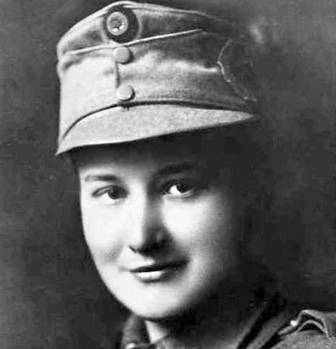
Фельдфебель Елена Степанив − член 2-го женского вспомогательного подразделения, 1915

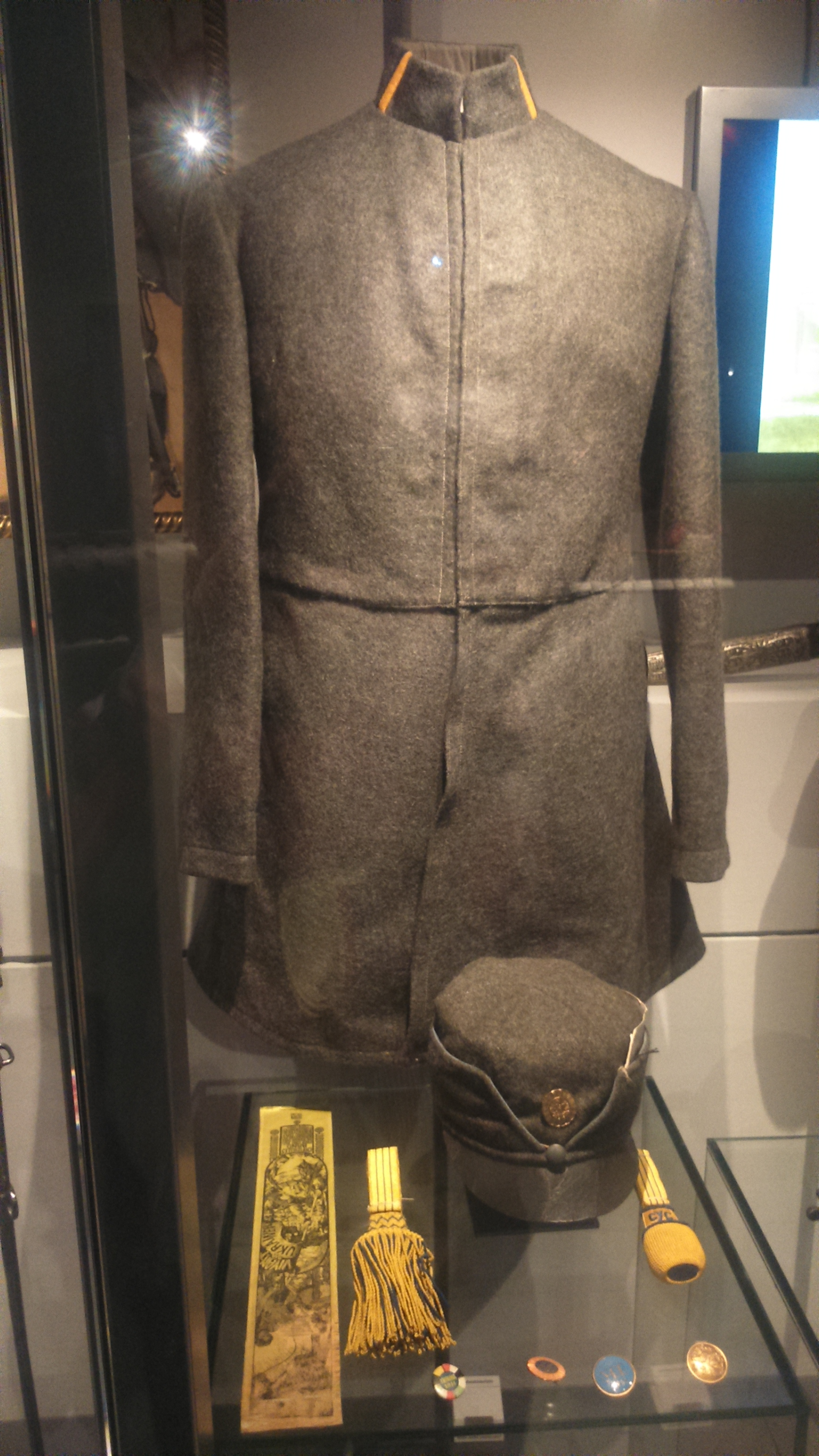
Куртка (Жупан), головной убор и знаки различия прототипа формы одежды Украинского легиона, в Венском музее военной истории

В Страбичево легион (бригаду) разделили на два с половиной куреня (батальона): 1-м куренем был назначен командовать М. Волошин, 2-м — Г. Коссак, половиной 3-го — С. Шухевич. Командиром всего легиона стал М. Галущинский. В каждый курень входило 4 сотни (роты). Сотни складывались из 4 чет (взводов), четы из 4 роёв (отделений) по 10—15 человек. Всего в сотне было 100—150 человек. Кроме этого, в каждой сотне было по два ремесленника (один сапожник и один портной), сотенный писарь и его помощник, два телефониста. В легион входили не только курени, но и другие части: дополнительные боевые части, запасные и вспомогательные части, а также специальные боевые части. В Легионе на офицерских должностях служили женщины, что было очень необычно для армий, принимающих участие в конфликте в то время.
Дополнительные боевые части были представлены конницей, пулеметной сотней, инженерной сотней.

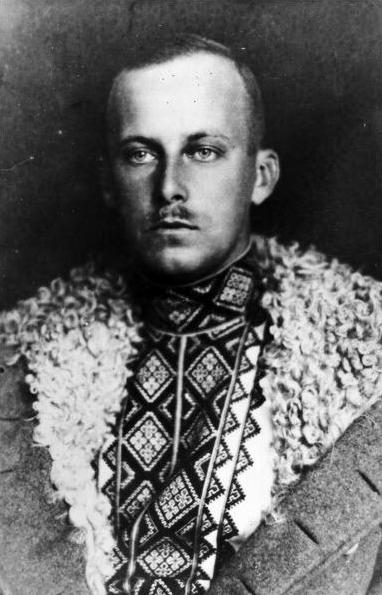
Эрцгерцог Вильгельм Франц Габсбург-Лотарингский (известен под псевдонимом «полковник Василь Вышиваный»), 1918

Конница состояла из одной сотни, в которой было четыре старшины и сто двенадцать стрельцов. Командовал конницей поручик Р. Каминский.
Пулеметная сотня состояла из одного командира сотни, двух командиров чет, четырёх пулемётчиков и тридцати двух человек обслуги. Вооружение — 4 пулемёта системы Шварцлозе. Первым командиром был В. Соловчук.
Состав инженерной сотни — 4 четы, в которых находились различные специалисты. Командовал сотней И. Силка.
Запасные части были представлены запасной сотней, позднее полком. На первых порах запасной сотней командовал М. Волошин.
Вспомогательные части: санитарная служба, кош, обоз, хозяйственный отдел, печатная квартира.
Состав санитарной службы: два доктора, четыре санитара. В их распоряжении находились перевязочные материалы, медицинские инструменты и 2 пары коней с повозками для вывоза раненых. Первыми докторами, а следовательно и командирами, были И. Рыхло и А. Беляй.
Обоз был приставлен к каждой сотне. Он состоял из 4 телег с 2 парами лошадей и одной полевой кухни. Первая телега была предназначена для перевозки канцелярии сотни, вторая и третья — для продуктов, четвёртая — под амуницию. Командовал обозом подстаршина.
Хозяйственный отдел (интендантство) состоял из одного главного интенданта, его помощника, интендантов в куренях и сотенных исправников в сотнях. Главная задача хозяйственного отдела — обеспечение легиона продуктами питания, обмундированием, обувью.
Кош — тыловая часть легиона Украинских сечевых стрельцов. Кош подразделялся на несколько отделов:
1. Эвидационная канцелярия. Здесь проводилась приписка бойцов к легиону.
2. Отдел новобранцев. Этот отдел ведал распределением новобранцев по частям легиона.
3. Отдел выздоравливающих. Здесь собирались стрельцы, которые после выздоровления возвращались в свою часть, а также собирались и те, кто получив ранение или заболев, направлялись в госпиталь.
4. Станционная команда. Она обеспечивала порядок на стоянках Коша.
5. Продуктовый старшина или общественный старшина. Он ведал всеми хозяйственными делами.
6. Отдел вербовки. Здесь набирали новобранцев в легион.

Печатная квартира художественного кружка легиона. Задачей этого кружка было сохранение традиций Украинских Добровольцев, всех его боев.
Специальное боевое подразделение. Во время Первой мировой войны в пехотных частях не было приданной им артиллерии и миномётных частей. Поэтому в легионе была создана специальная чета, которая была вооружена лёгкими и тяжёлыми миномётами, гранатомётами и огнемётами. Задача этой четы заключалась в том, чтобы защищать свои войска, когда идёт наступление противника. Чета действовала в основном в обороне. Командиром четы был назначен хорунжий И. Рогульский.

### Боевой путь легиона
Австрийское командование не спешило бросать «усусов» в бой, так как по-прежнему относилось к созданию этих подразделений как к сомнительному эксперименту. По инициативе УБУ первым командантом был назначен атаман Теодор Рожанковский (06.08 — 18.08.1914), после него подпоручик Михаил Галущинский (18.08.1914 — 21.01.1915). Одновременно с ним командиром легиона УСС кратковременно был назначен австрийский кавалерийский полковник Молик (чех по национальности), позднее он ещё некоторое время отвечал за подготовку стрелков. Боевое крещение сечевые стрельцы получили в сентябре 1914 г., в столкновениях с частями Второй Кубанской казачьей дивизии в районе села Верецке-Вышне, у карпатских перевалов на путях в Мункач. Это были незначительные стычки передовых отрядов. Зимой 1914—1915 г. сотни УСС в составе 130-й бригады защищали карпатские проходы: им пришлось нести тогда разведывательную и охранную службу. В ходе этих зимних боёв Легион потерял ранеными, обмороженными и убитыми до 2/3 своего первоначального состава. После этого было проведено доукомплектование УСС крестьянами-русинами из местных закарпатских сёл.

Могилы сечевых стрельцов на горе Маковка в Карпатах, 2006

Самым крупным боевым столкновением легиона УСС на этом этапе войны стало участие в боях за гору Маковка (высота 958 метров) 29 апреля — 3 мая 1915 года. В этих боях потери стрельцов составили 42 убитых, 76 раненых и 35 пленных. Далее легион участвовал в боевых действиях под Болеховом, Галичем, Помеховой и Семиковцами.
С лета 1915 года легион УСС занял позиции над рекой Стрыпой; там, в Сосновые и на Веселой, он находился до августа 1916 года. Далее оба куреня были преобразованы в полк УСС в составе 55-й дивизии (командир — атаман Г. Коссак, с ноября 1916 года — подполковник Антон Варивода), в августе 1916 легион был переведён под Бережаны, где закрепился на холме Лысоня. В августовских и сентябрьских боях за Лысоню УСС потеряли 28 старшин из 44, а только пленными — более 1000 бойцов, и на 30 сентября 1916 года практически перестал существовать, едва насчитывая 9 старшин и 444 стрельцов.
Вторично ощутимые потери легион потерпел в начале июля 1917 года в бою под Конюхами, при наступлении Русской армии, когда в плен попал почти весь легион. От плена спаслось около 400 старшин и стрельцов. Из них, из Гуцульской сотни и пополнений с коша УСС был сформирован новый курень, который совершил поход на реку Збруч, а в феврале 1918 года в составе австро-венгерской армии вошёл на территорию Украины.
Австрийскими властями легион УСС был размещён на Херсонщине и выделен в группу эрцгерцога полковника Василя Вышиваного. В начале октября 1918 легион был переведён с Херсонщины на Буковину.
После распада Австро-Венгерской империи УСС составили костяк Галицкой армии, защищавшей от поляков провозглашённую (ЗУНР) Западноукраинская Народная  Республика. Во время боёв за Львов, однако, легион прибыл в город только 3 ноября и уже не смог изменить боевой ситуации.

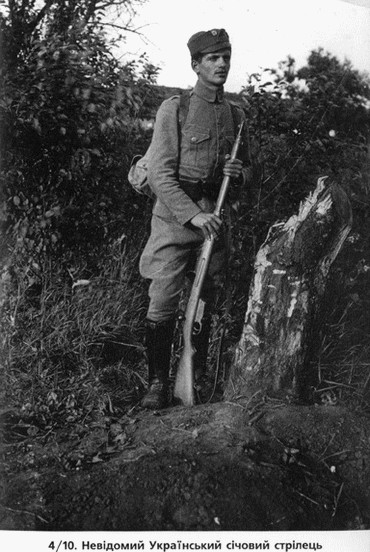
Сечевой стрелец в мазепинке

Мазепинский крест за боевые заслуги УСС, 1940

### В составе армии УНР
В ноябре 1917 года под руководством Евгения Коновальца из австро-венгерских сечевых стрельцов, которые были в русском плену, в Киеве был сформирован Буковинский курень — добровольческий легион, положивший начало целому ряду наиболее боеспособных воинских формирований армии, именуемых также «добровольческими легионами».
Добровольческий легион:
- Первый курень добровольческий легион,
- Полк добровольческий легион,
- Отдельный отряд добровольческий легион Украинской державы,
- Дивизия добровольческий легион,
- Осадный корпус добровольческий легион,
- Корпус добровольческий легион,
- Группа добровольческий легион.

Украинские Сечевые Стрельцы первоначально были обмундированы в старую австрийскую униформу синего цвета, затем их переодели в стандартную серую униформу. После 1915 года цвет униформы стал серо-земляной.
Так же основной отличительной особенностью была кокарда, которая с 1916 года размещалась на специально разработанном головном уборе, так называемой шапке-«мазепинке». На кокарде были изображен лев на скале (герб львовской земли). Знаки различия были по австрийскому образцу. 

Название «Украинские сечевые стрельцы» сокращенно звучит как УСС что ассоциируется с военизированными формированиями Третьего Рейха которое называлось СС. По этому в украинских источниках часто используют название «Сечевые Украинские Стрельцы» сокращено СУС. Это название получило распространение в 1990-х годах, хотя в период существования организации использовалось название именно УСС. К немецким фашистам Украинские Сечевые Стрельцы не имели ни какого отношения, так как еще за долго до прихода фашистов к власти, а именно 6 декабря 1919 года на собрании командиров сечевых стрельцов было принято решение о роспуске организации. 

Кокарда УСС

## Награды
- Мазепинский крест (Боевой крест сечевых стрельцов)
- Крест легиона Украинских сечевых стрельцов[укр.] (Гуцульский Крест)
- Галицкий крест, знак Галицкой Армии
- Крест 3-й Железной Добровольческий дивизии
- Знак 50-летия Легиона Добровольческий Легион
- Юбилейный знак корпуса Добровольческий Легион (Киевских)
- Комбатантский Крест

### Комментарии
1. ↑  В Легионе украинских сечевых стрельцов курень был тактическим подразделением, аналогом батальона. Легион/полк УСС состоял из 2 куреней, каждый из которых включал 4 сотни (по 100—150 человек в каждой). В пехотных частях Украинской Галицкой армии и Армии УНР курени насчитывали 3 сотни и технические подразделения, при этом их число и численность не были постоянными[2][3].